# NGC 1656
NGC 1656 ist eine Linsenförmige Galaxie vom Hubble-Typ S0/a im Sternbild Eridanus am Südsternhimmel. Sie ist schätzungsweise 164 Millionen Lichtjahre von der Milchstraße entfernt und hat einen Durchmesser von etwa 70.000 Lichtjahren.

Im selben Himmelsareal befinden sich u. a. die Galaxien NGC 1643, NGC 1645, NGC 1659, NGC 1677.
Das Objekt wurde am 10. Februar 1830 von John Herschel entdeckt.